# Kabinetsformatie Nederland 1967

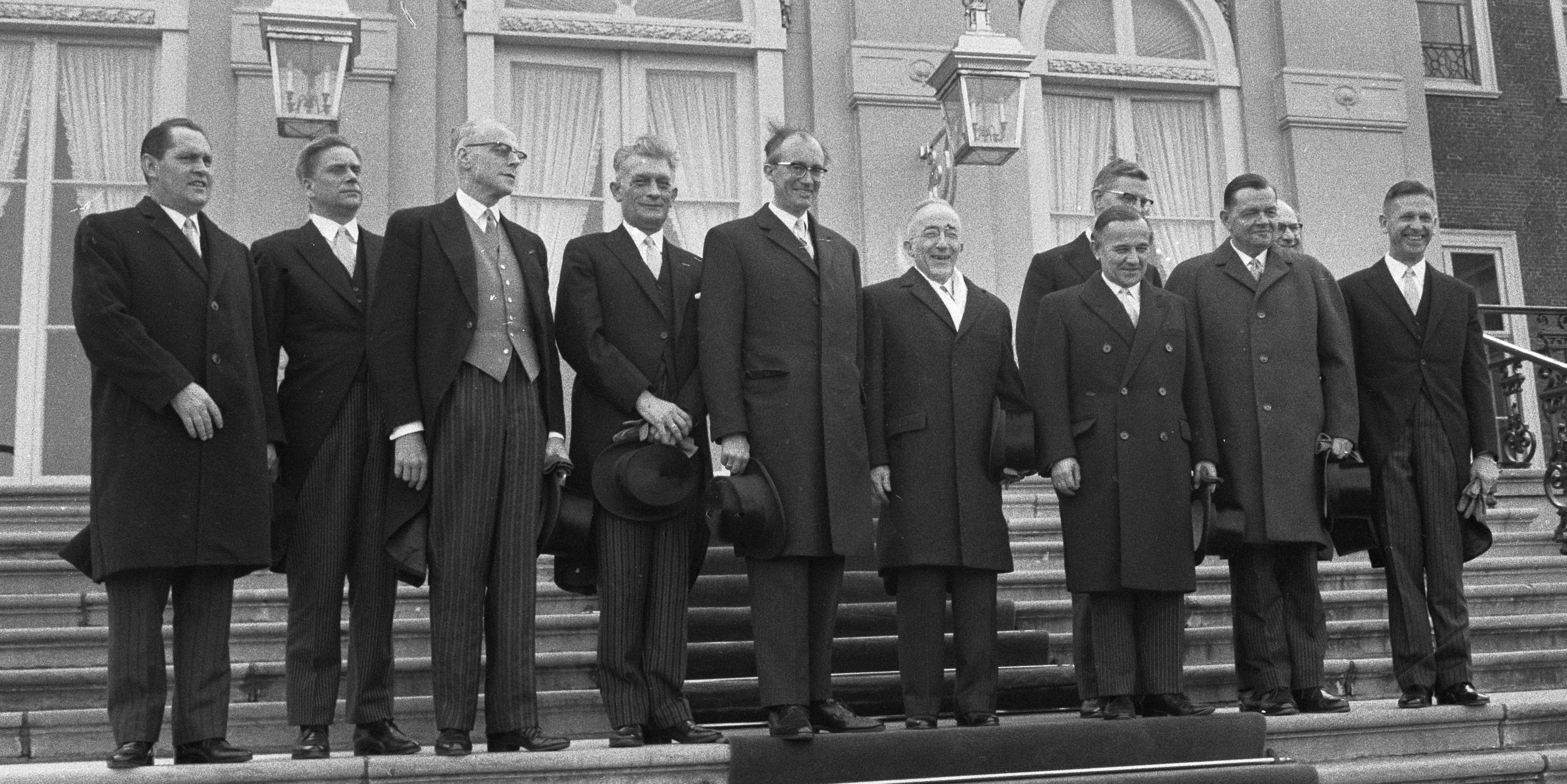
De ministers van het kabinet-De Jong op het bordes van Huis ten Bosch

De Nederlandse kabinetsformatie van 1967 volgde op de Tweede Kamerverkiezingen van dat jaar, die plaatsvonden op 15 februari 1967. De formatie leidde na 49 dagen tot het aantreden van het kabinet-De Jong, bestaande uit KVP, VVD, ARP en CHU, onder leiding van de katholieke, kapitein-ter-zee b.d. Piet de Jong.

## Achtergrond
In de nacht van 13 op 14 oktober 1966, de zogenoemde Nacht van Schmelzer was het kabinet-Cals, bestaande uit KVP, PvdA en ARP gevallen. Het hierna optredende rompkabinet Zijlstra had als voornaamste taak het uitschrijven van verkiezingen die in februari van het volgend jaar plaatsvonden. Tijdens de Nacht diende KVP-fractievoorzitter Norbert Schmelzer een motie over het te voeren financiële beleid en niettegenstaande zijn partijgenoot premier Cals de motie ontraadde, en zelfs aan de aanname van die motie het lot van zijn kabinet verbond, bracht Schmelzer de motie in stemming, na aanname waarvan het kabinet viel. Het gevolg van deze Nacht was een groot wantrouwen van de sociaaldemocraten (en van alle andere linkse partijen) ten opzichte van de KVP.
De val van het kabinet-Cals en de daarop volgende verkiezingen vonden plaats in de roerige tijd van de jaren zestig. In 1965 werd in Amsterdam Provo opgericht, dat een ludieke vorm van geweldloos anarchisme zocht te bereiken. Een jaar later waren in Amsterdam rookbommen ontploft bij het huwelijk van kroonprinses Beatrix met Claus van Amsberg. Uit ongerustheid over de, in de ogen van de oprichters van die partij, "vastgeroeste" politieke verhoudingen werd in datzelfde jaar D'66 opgericht, onder aanvoering van Hans van Mierlo. Zijn partij nam in 1967 voor het eerst deel aan de verkiezingen.

### Tweede Kamerverkiezingen
De verkiezingen leverden een spectaculaire winst voor nieuwkomer D'66 (zeven zetels), groei voor de Boerenpartij (winst vier zetels) en flink verlies voor KVP (acht zetels) en PvdA (zes zetels). Dat waren de belangrijkste verschuivingen bij deze verkiezingen. Winst was er verder voor ARP, die dankzij de populariteit van premier Jelle Zijlstra twee zetels won, voor de VVD (winst één zetel) en voor de CPN (eveneens één zetel winst). De CHU verloor één zetel.

## Informateur Zijlstra

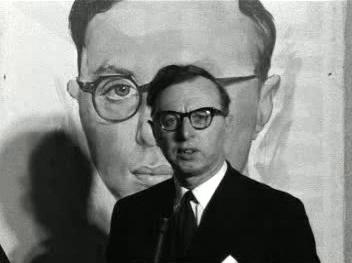
Jelle Zijlstra

Demissionair premier Jelle Zijlstra werd enkele dagen na de verkiezingen door koningin Juliana benoemd tot informateur. Hij kwam al snel tot de conclusie dat een centrumlinkse coalitie op grote weerstand stuitte bij de KVP, terwijl ook de, voor die coalitie benodigde, PvdA weinig voelde voor een voortzetting van die samenwerking die in de Nacht van Schmelzer zo'n knauw had gekregen. PvdA en VVD sloten elkaar als coalitiepartners uit. Zo lag de vorming van een centrumrechts kabinet voor de hand. Al snel bereikten de vier beoogde coalitiegenoten (KVP, VVD, ARP en CHU) een programmatisch akkoord. Tot dan toe werd, aangezien het toen nog geen wet van Meden en Perzen was dat de grootste fractie de premier zou leveren, aangenomen dat ARP-voorman Zijlstra zelf het premierschap op zich zou nemen. Deze voelde er evenwel niet voor, en schoof ARP-fractievoorzitter Barend Biesheuvel naar voren als formateur van het te formeren kabinet.

## Formateur Biesheuvel
Binnen de VVD heerste meteen al bezwaren tegen Biesheuvel als eerste minister van het nieuwe kabinet. Biesheuvel had immers in het kabinet-Cals samengewerkt met de PvdA en werd op grond daarvan te links bevonden. Hoewel niet formeel door de koningin aangesteld als informateur, belastte de katholieke vicepresident van de Raad van State Louis Beel zich als minister van Staat vervolgens met het gladstrijken van de plooien tussen de VVD en de beoogde minister-president Biesheuvel. Toen deze poging in vier dagen tijd was geslaagd, werd Biesheuvel formeel door koningin Juliana belast met de formatieopdracht. Zijn opdracht mislukte evenwel omdat hij meende, als formateur, ook zeggenschap te hebben over de ministerskandidaten van andere partijen en over de posten die zij zouden moeten gaan bezetten. Hierop moest Biesheuvel de koningin vragen zijn "opdracht in beraad te mogen houden", een destijds gangbare formulering waarmee hij feitelijk zijn opdracht teruggaf.

## Formateur De Jong

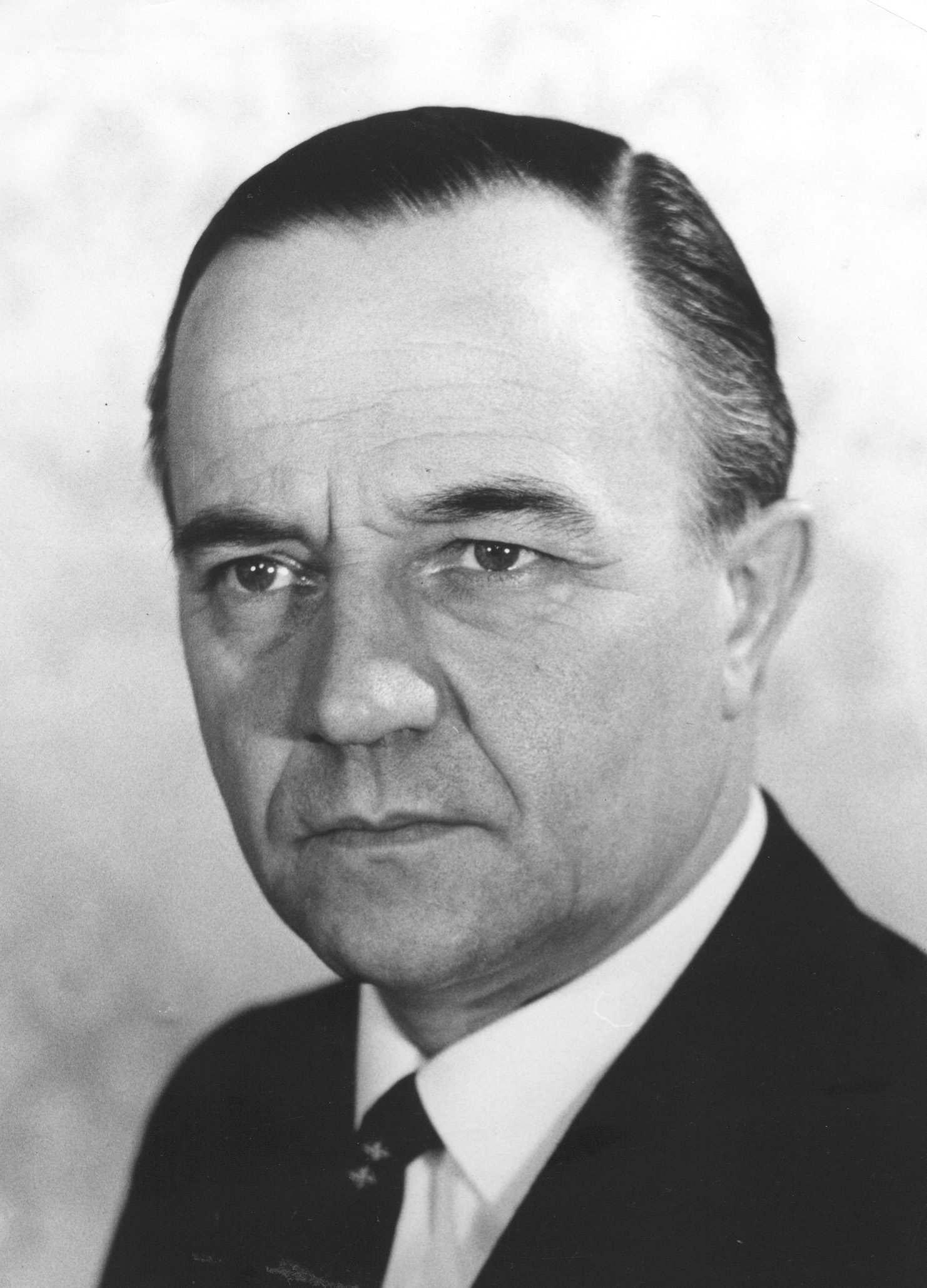
Premier Piet de Jong

In de aldus ontstane impasse schoof de KVP Piet de Jong naar voren als formateur. Deze gewezen onderzeebootkapitein en demissionair minister van defensie, slaagde zeer snel in de aan hem verstrekte opdracht. Hoewel er, vooral in de pers, vragen rezen over de levensvatbaarheid van zijn kabinet, wist het de hele rit uit te zitten.